# Tolpiodes postrestricta
Tolpiodes postrestricta là một loài bướm đêm trong họ Noctuidae.